# 展讯
展讯通信有限公司是一家中国的集成电路设计公司，总部位于上海。展讯的产品为移动电话芯片。根据2011年财报，展讯是世界第17大无厂半导体公司 
展讯的研发基地遍布全球各地，其中位于中国大陸的有上海、北京、天津、苏州、杭州、成都、厦门。此外研发基地还位于美国、芬兰和印度。展讯产品支持无线通信的各个领域，包括GSM、 GPRS、EDGE、TD-SCDMA、W-CDMA、HSPA+和TD-LTE。

## 历史
該公司原是納斯達克上市公司，2013年7月以17億8千萬美金被清華控股收購，該交易於2013年12月23日完成。目前為紫光集團子公司。
2018年1月20日，紫光集團旗下兩家公司展訊通信和銳迪科微電子（簡稱RDA）正式合併紫光展銳。

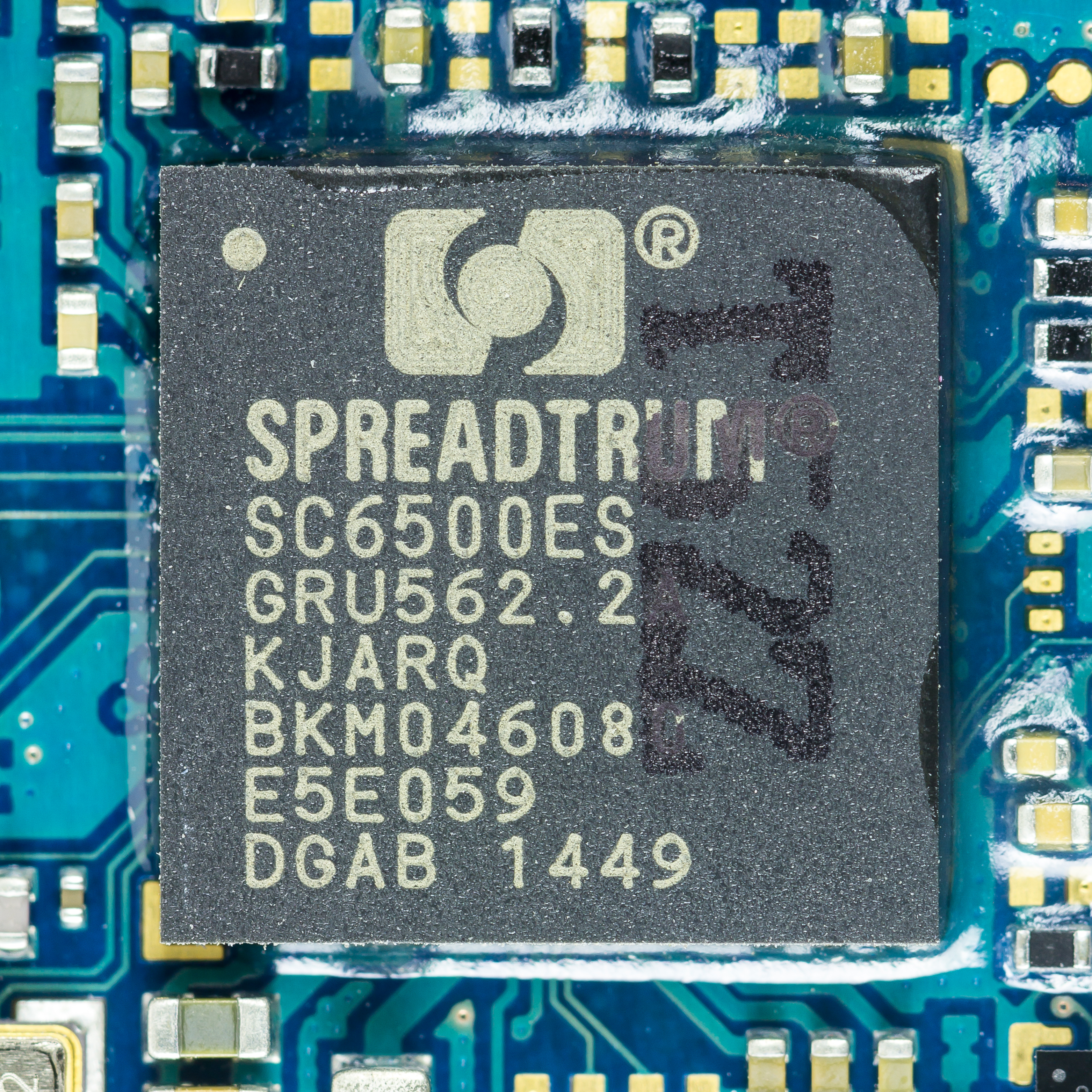
Spreadtrum SC6500ES